# 亞歷山德里夫卡 (科留科夫卡區)
51°38′39″N 32°8′43″E / 51.64417°N 32.14528°E
亞歷山德里夫卡（烏克蘭語：Олександрівка），是烏克蘭北部切爾尼希夫州科留基夫卡區的村莊，始建於1650年，面積2.51平方公里，海拔高度142米，2001年人口767，人口密度每平方公里305.5人。